# 資本の回転
資本の回転（しほんのかいてん 英語：turnover of capital）とは資本の循環を反復的な運動と考えて見た資本の周期的プロセス。マルクス経済学における概念の一つ。

## 概説
反復的、継続的に資本の循環の運動は進行し、その過程で前貸し資本（投資）が回収される。この周期的なプロセスを資本の回転と呼ぶ。

## 資本の回転時間
資本の回転には時間が必要であり、その資本の1回転に必要な時間を、資本の回転時間という。この回転時間とは前貸し資本が価値増殖し、資本家に回収されるまでの時間であるので、生産過程と流通過程にかかる時間の合計である。

## 資本の回転数
1年間（通常、1年間が尺度とされている）において資本の回転が何回行われたのかを示すのが資本の回転数である。資本の回転数は以下のように表すことができる。
資本の回転数 (n) = 1年 (U) / 回転時間 (u)
例えば、1ヶ月で2回転する資本であれば、年間回転数24回となる。

## 固定資本と流動資本
資本の回転という観点から見た場合、生産資本は固定資本と流動資本に二分できる。
固定資本は機械設備や建築物などの資本をさすが、これらは資本の回転においても長期間にわたって徐々に価値を移転させていく。一方で流動資本は原材料、エネルギーなどの資本をさすが、これらは資本の回転において一度価値を移転すればその役割は終わる。